# Думанський Антон Володимирович
Анто́н Володи́мирович Дума́нський (*20 червня 1880, c. Іваново, нині Владимирська область РФ — †14 травня 1967, Київ) — український вчений-хімік, один з засновників колоїдної хімії в Російській Імперії. Академік НАН України (обраний 12 лютого 1945), член-кореспондент АН СРСР (1933), заслужений діяч науки і техніки Казахської РСР (1942), заслужений діяч науки УРСР (1950).

## Біографія
Походив із закарпатських українців. У зв'язку з мадяризацією, його батько переїхав з Австро-Угорщини до Російської імперії, оселився в Іваново-Вознесенську.
Після закінчення Київського політехнічного інституту залишився працювати в ньому (1903—1913).
У 1913—1930 — професор, ректор Воронезького сільськогосподарського інституту. Був ініціатором і організатором створення Воронезького хіміко-технологічного інституту, професор (1930—1941). Одночасно — професор, декан Воронезького
університету (1933—1941) та директор і організатор Воронезького державного науково-дослідного інституту колоїдної хімії (1933—1941).
У 1941—1943 — професор Казахського університету в Алма-Аті, 1943—1945 — професор, завідувач лабораторії Всесоюзного науково-дослідного інституту хімії Міністерства харчової промисловості СРСР у Москві.
З 1945 працював в Інституті загальної і неорганічної хімії АН УРСР — директор (1945—1960), завідувач лабораторії (1960—1965), старший науковий співробітник (1965—1967). Одночасно (1946—1952) — професор, завідувач кафедри Київського університету.
Засновник і редактор (з 1935) «Колоїдного журналу».
З нагоди відзначення 100-річчя від дня народження А. В. Думанського його ім'я присвоєно Інституту колоїдної хімії та хімії води АН УРСР (1980).